# Balázs Holló
Balázs Holló, född 10 februari 1999 i Eger, är en ungersk simmare.

## Karriär
Vid EM 2024 i Belgrad tog Holló silver på 400 meter medley samt var en del av Ungerns lag som tog guld på 4×200 meter mixed frisim och silver på 4×200 meter frisim.